# 有機金属化学

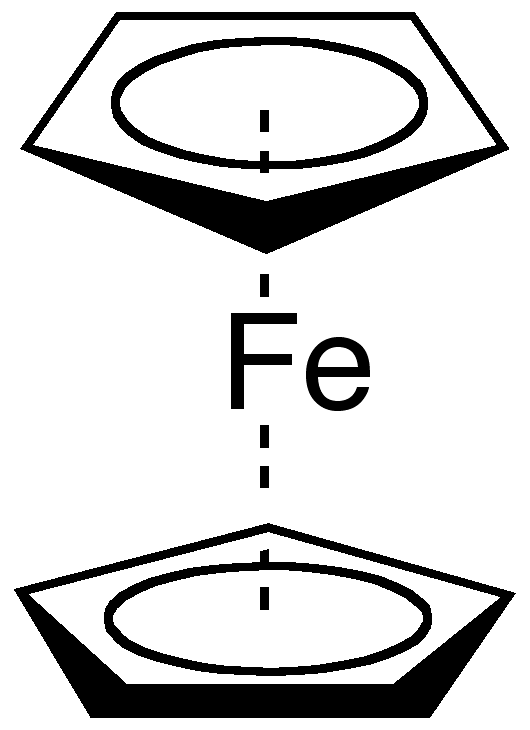
鉄を含む有機金属化合物フェロセンの構造

有機金属化学（ゆうききんぞくかがく、英語：organometallic chemistry）とは金属と炭素との化学結合を含む化合物である有機金属化合物を研究する学問であり、有機金属化学は無機化学と有機化学とが融合した領域である。なお、類似の語である合成有機金属 (organic metal) の場合は、ポリアセチレンなど金属を含まないが電荷移動錯体を形成することで導電性を示す純粋な有機化合物を示し、有機金属化学の範疇外である。

## 化合物
有機金属化合物は「有機パラジウム化合物」のように頭に「有機－」を付けた形で呼ばれる。典型的な有機金属化合物にはクロロ（エトキシカルボニルメチル）亜鉛 (ClZnCH2C(=O)OEt) のような有機亜鉛化合物、ジメチル銅リチウム (Li[CuMe2]) のような有機銅化合物、グリニャール試薬・ヨウ化メチルマグネシウム (MeMgI) や ジエチルマグネシウム (Et2Mg) のような有機マグネシウム化合物、n-ブチルリチウムのような有機リチウム化合物などがある。
重要な有機金属化合物として金属カルボニル、カルベン錯体、フェロセンをはじめとするメタロセンが挙げられる。有機金属化学には、ケイ素、ヒ素、ホウ素などの半金属の化合物も含まれる。例えば、有機ホウ素化合物であるトリエチルボラン (Et3B) などである。また、ツィグラー・ナッタ触媒に用いられるアルミニウムのような卑金属も含まれる。
有機金属化合物はしばしば触媒として実用に供せられ、例としては石油化学製品の製造や有機重合体の製造が挙げられる。また有機合成化学分野において、グリニャール試薬、ヒドロホウ素化、パラジウム触媒を用いたクロスカップリング反応などは重要な地位を占める。
18電子則やイソローバル則 (isolobal principle) は有機金属化合物の結合や反応性を理解するうえで重要な理論である。

## 年表
- 1760年 ルイ・クロード・カデ・ド・ガシクール (fr:Louis Claude Cadet de Gassicourt) はコバルト由来のインクを研究し、ヒ素を含むコバルト鉱物からカコジルを単離する
- 1827年 最初の白金-オレフィン錯体であるツァイゼ塩 (Zeise's salt) が発見される[14]
- 1859年 有機アルミニウム化合物が合成される
- 1863年 シャルル・フリーデルとジェームス・クラフツによる有機クロロシランの製造
- 1890年 ルードウィッヒ・モンドによるニッケルカルボニルの発見
- 1899年 グリニャール試薬の発表[6]
- 1900年 ポール・サバティエの金属触媒を使用した有機化合物の水素化に関する研究。油脂を手始めに食品工業の発展。マーガリンに詳しい
- 1912年 フランソワ・グリニャールとサバティエがノーベル化学賞を受賞[15][16][17]
- 1930年 ヘンリー・ギルマンのリチウム銅の研究[18]

- 1963年 カール・ツィーグラーとジュリオ・ナッタがツィグラー・ナッタ触媒でノーベル化学賞を受賞[8][15]
- 1971年 溝呂木・ヘック反応の発見 (Mizoroki)[19]
- 1972年 溝呂木・ヘック反応の発見 (Heck)[20]
- 1973年 ジェフリー・ウィルキンソン[21]とエルンスト・オットー・フィッシャーがサンドイッチ構造を持つ有機金属化合物（メタロセン）でノーベル化学賞を受賞[15]
- 2005年 イヴ・ショーヴァン、ロバート・グラブス、リチャード・シュロックがオレフィンメタセシス反応でノーベル化学賞を受賞[22]